# Тельманська культура
Костьонко-Тельманська культура - археологічна культура пізнього палеоліта.
Друга хронологічна культура Подоння (Костьонкі-Боршевський археологічний комплекс) і друга археологічна культура, взагалі, між Дніпром і Волгою. Слідує після Стрілецької культури і синхронною їй Костьонківсько-спіцинською культурою. Змінюється Городцовською культурою.
Названа по пам'ятці Костьонкі VIII ( 2-й шар) (Тельманівська стоянка). 
Тут знайдено 5 округлих жител розміром діаметра 5-7 м. Житла округлої форми, легкі, наземні відрізняються великою площею.
Кремінна індустрія характеризується використанням правильної призматичної пластини як заготівлі, мустьєрські форми відсутні, в інвентарі переважають мініатюрні леза й мікропластинки із притупленим краєм, багато різців (переважно бічних) і шкребків (кінцеві й бічні), пластин з виїмками, багато проколок. Є виробу на пластинках зі скошеним краєм, які у великій кількості зустрічаються вже в мезоліті. Всього знайдено 22000 розщеплених давньою людиною кременів, з них 2000 знарядь. Більша частина їх виготовлена на мініатюрних пластинах.
Серед кістяних виробів представлені лощила, веретеноподібні вістря. Прикраси й предмети мистецтва невідомі. Весь вигляд кремінної й кістяної індустрій тельманської глибоко своєрідний.